# Улица Валкас (Рига)
Улица Ва́лкас (латыш. Valkas iela) — находится в исторической части города Риги, в так называемом «тихом центре». Административно относится к Северному району. Начинается от улицы Аусекля у площади Вашингтона, ведёт в восточном и северо-восточном направлении до перекрёстка улиц Ханзас и Рупниецибас.
Общая длина улицы Валкас составляет 193 метра; на всём протяжении асфальтирована. Улица состоит из двух участков с разнонаправленным односторонним движением (в сторону улицы Виландес). Общественный транспорт по улице не курсирует.

## История
Упоминается в городских адресных книгах с 1867 года, первоначально под названием Малая Палисадная улица (нем. Kleine Palisadenstrasse, латыш. Mazā Palisādu iela).
Поскольку в Риге в те годы существовала и другая улица с тем же названием (теперь улица Калупес), то в 1885 году улица Валкас получила своё нынешнее название — в честь города Валка (нем. Walksche Strasse, рус. Валкская улица), которое в дальнейшем уже не изменялось. Первоначально улица Валкас отделяла городскую жилую застройку от территории Царского сада (ныне сад Виестура), поскольку улица Ханзас ещё не была проложена.

## Примечательные объекты
- Дом № 3/5 — бывшая мастерская кожевенной и перчаточной фабрики Эдуарда Книгге (1897). Книгге являлся старейшиной цеха рижских перчаточников, его ростовой портрет запечатлён на одном из витражей Малой гильдии (1888)[5].
- Дом № 4 — жилой дом «Quadrus» (2015, архитектор Гатис Дидрихсон)[6].
- Дом № 8 — бывшая паркетно-столярная мастерская Хаузермана (1880-е годы).
- Наиболее примечательные здания расположены при пересечениях с прилегающими улицами и относятся к этим улицам (ул. Аусекля 20; ул. Виландес 17; ул. Рупниецибас 19).

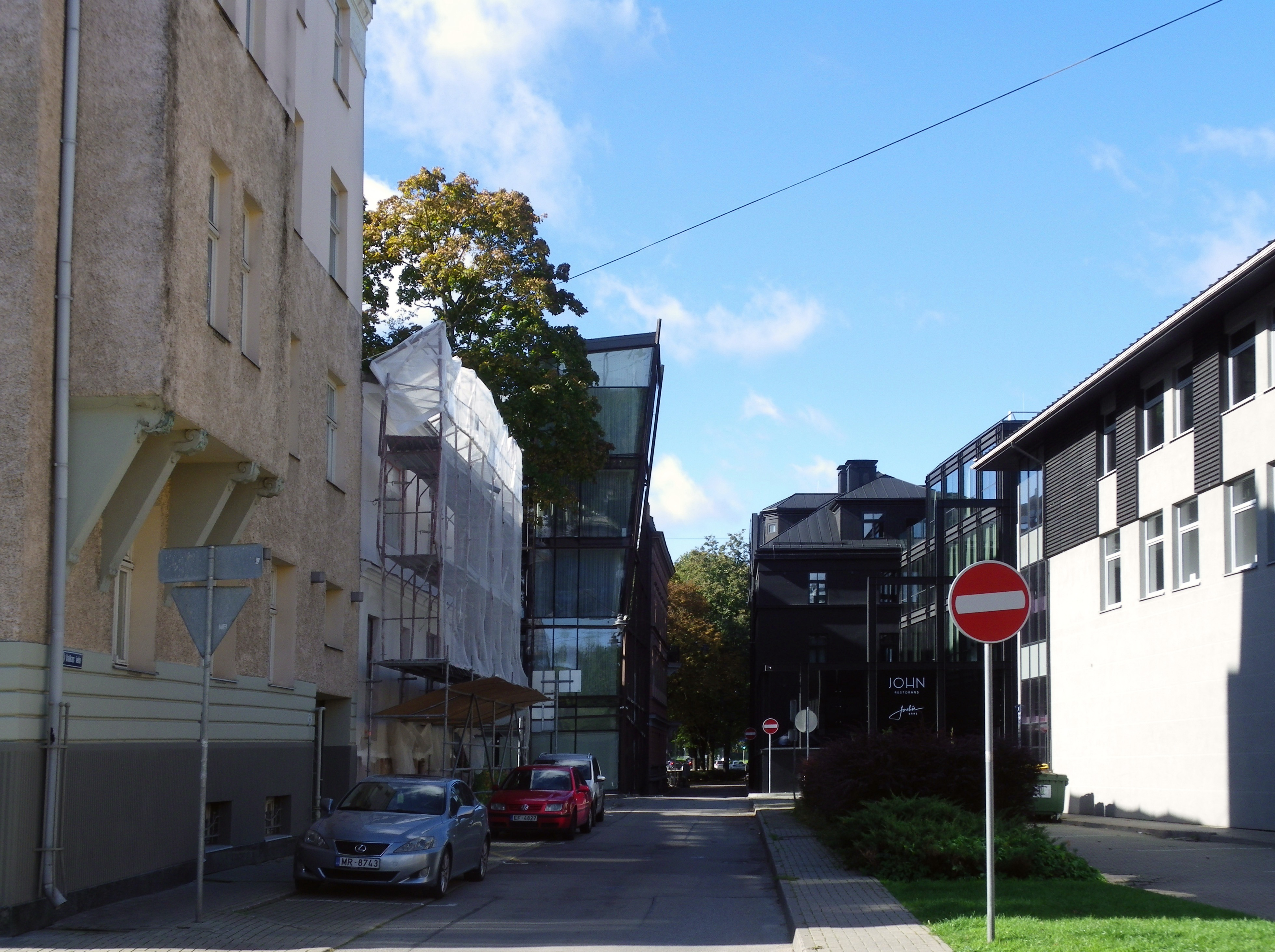
Вид к началу улицы
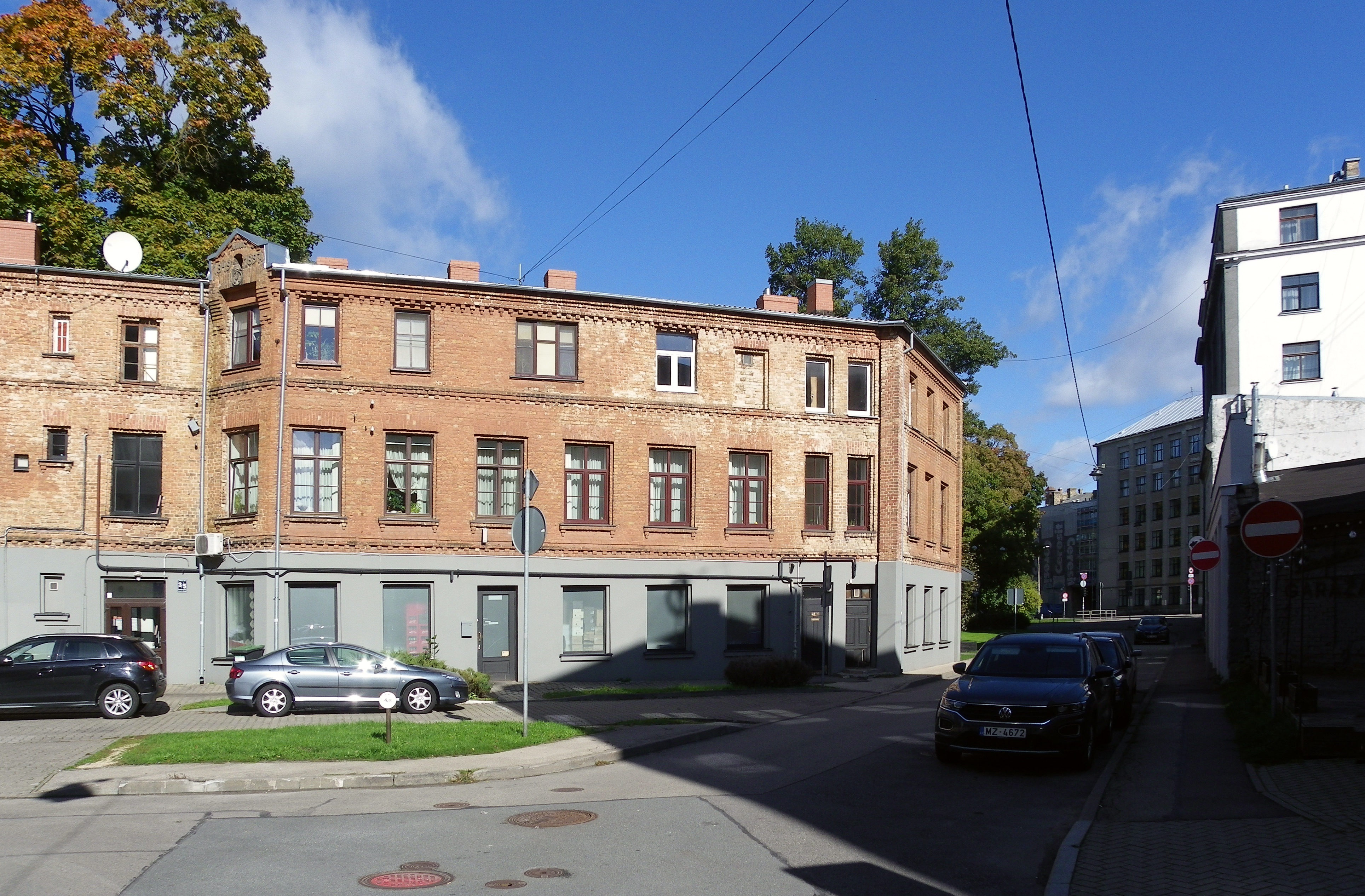
Дом № 3/5
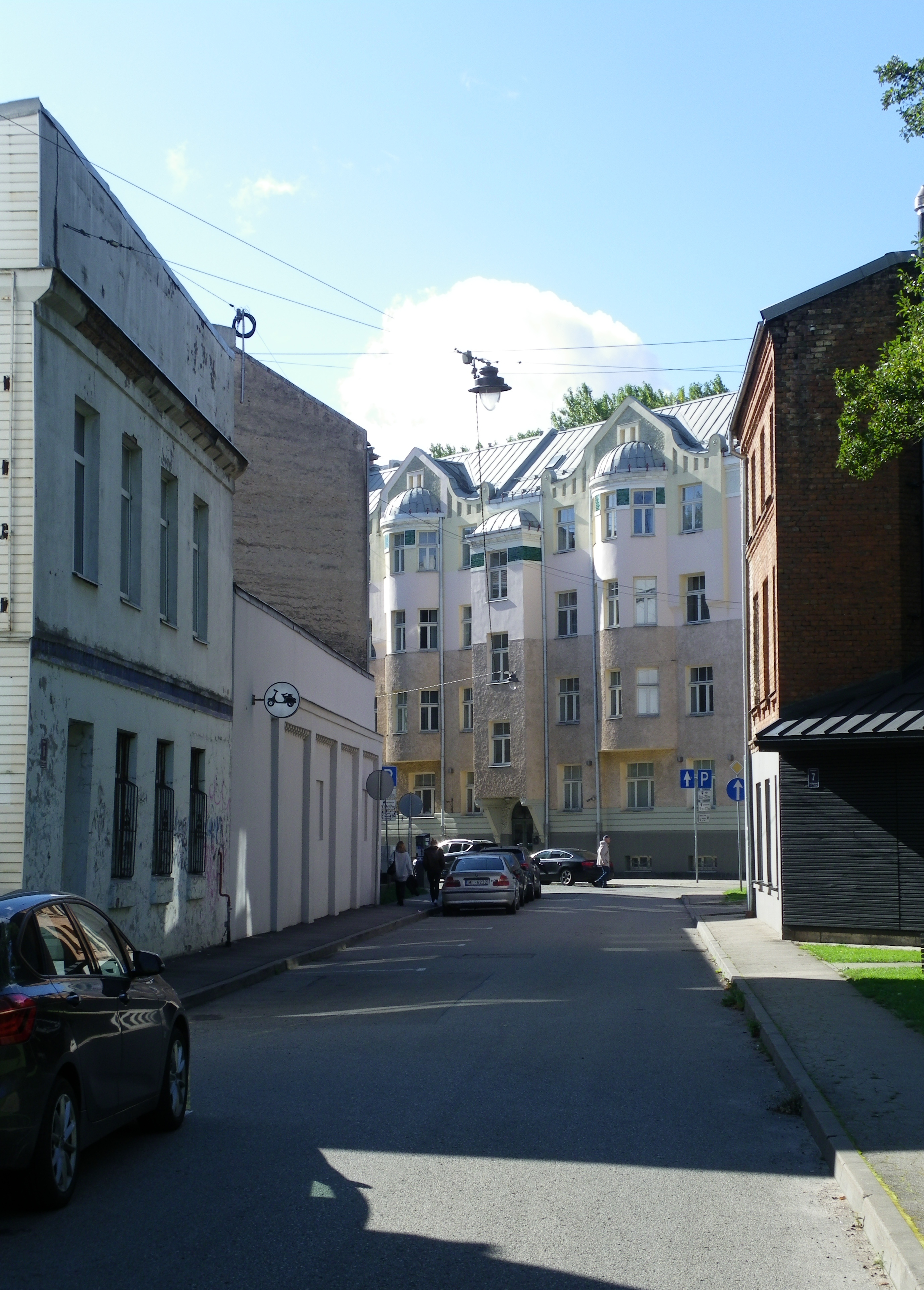
Вид в сторону ул. Виландес
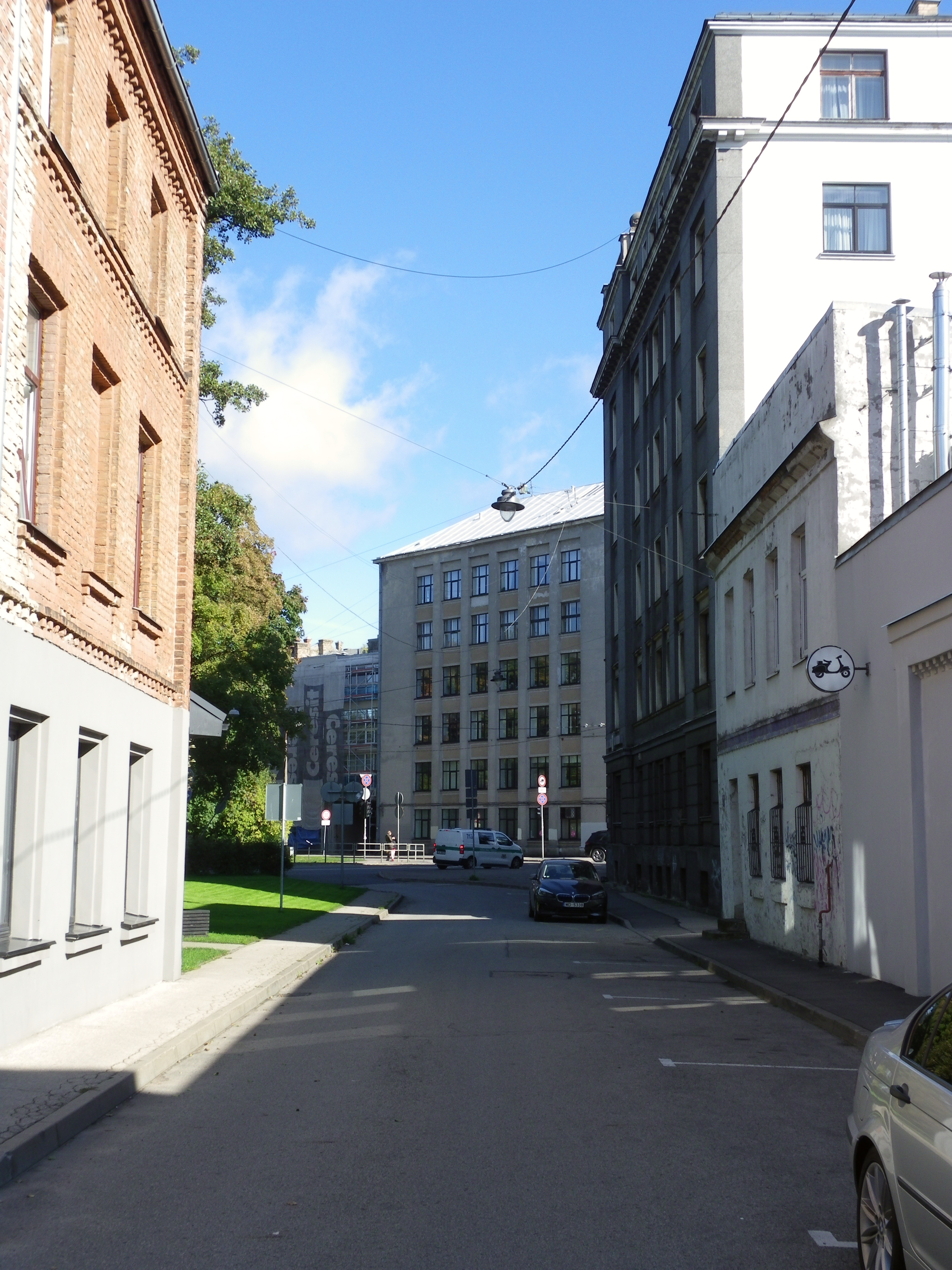
Вид в сторону ул. Рупниецибас
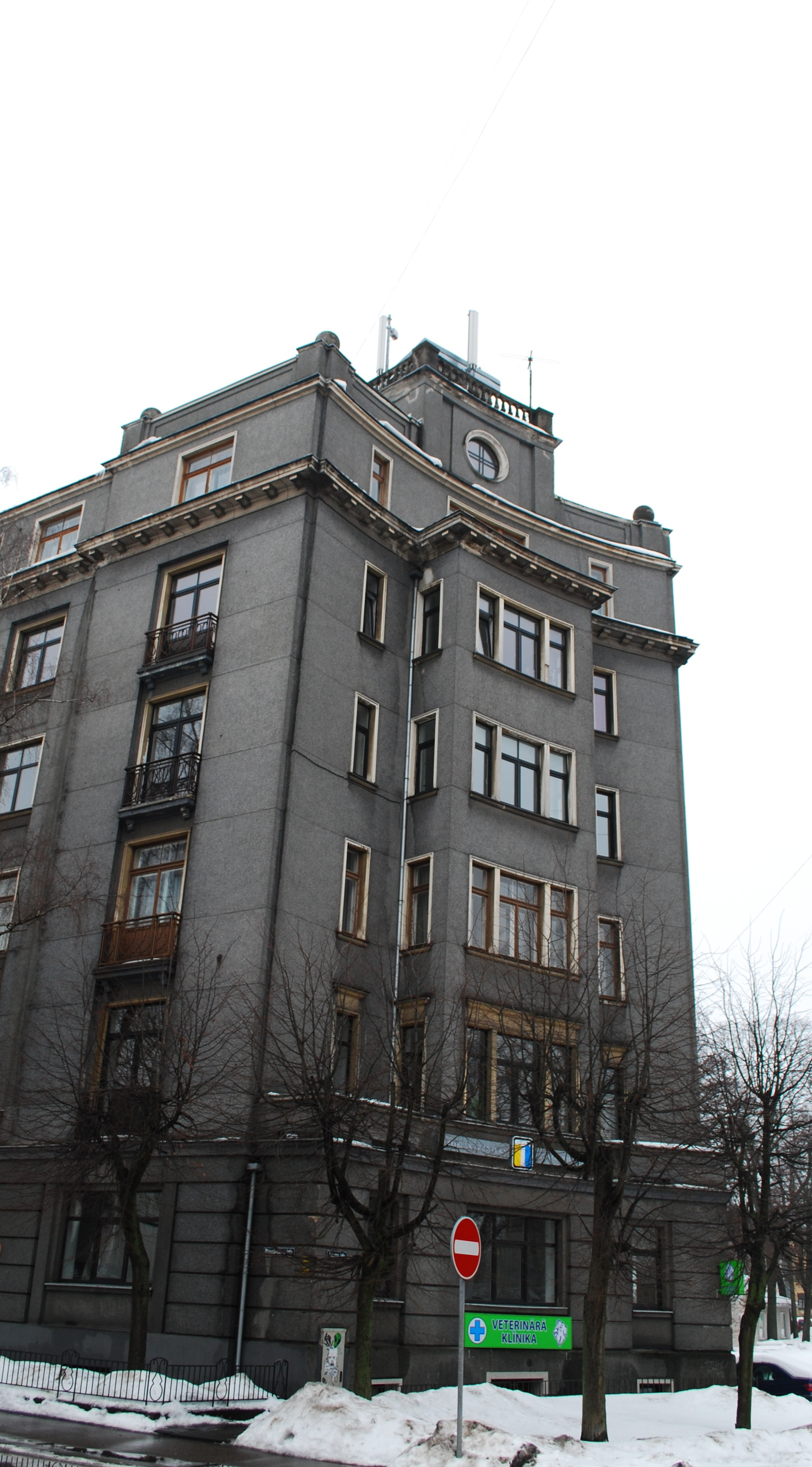
Рупниецибас 19

## Прилегающие улицы
Улица Валкас пересекается со следующими улицами:
- улица Аусекля
- улица Веру
- улица Виландес
- улица Ханзас
- улица Рупниецибас